# Fletching
Fletching is een civil parish in het bestuurlijke gebied Wealden, in het Engelse graafschap East Sussex met 1064 inwoners.

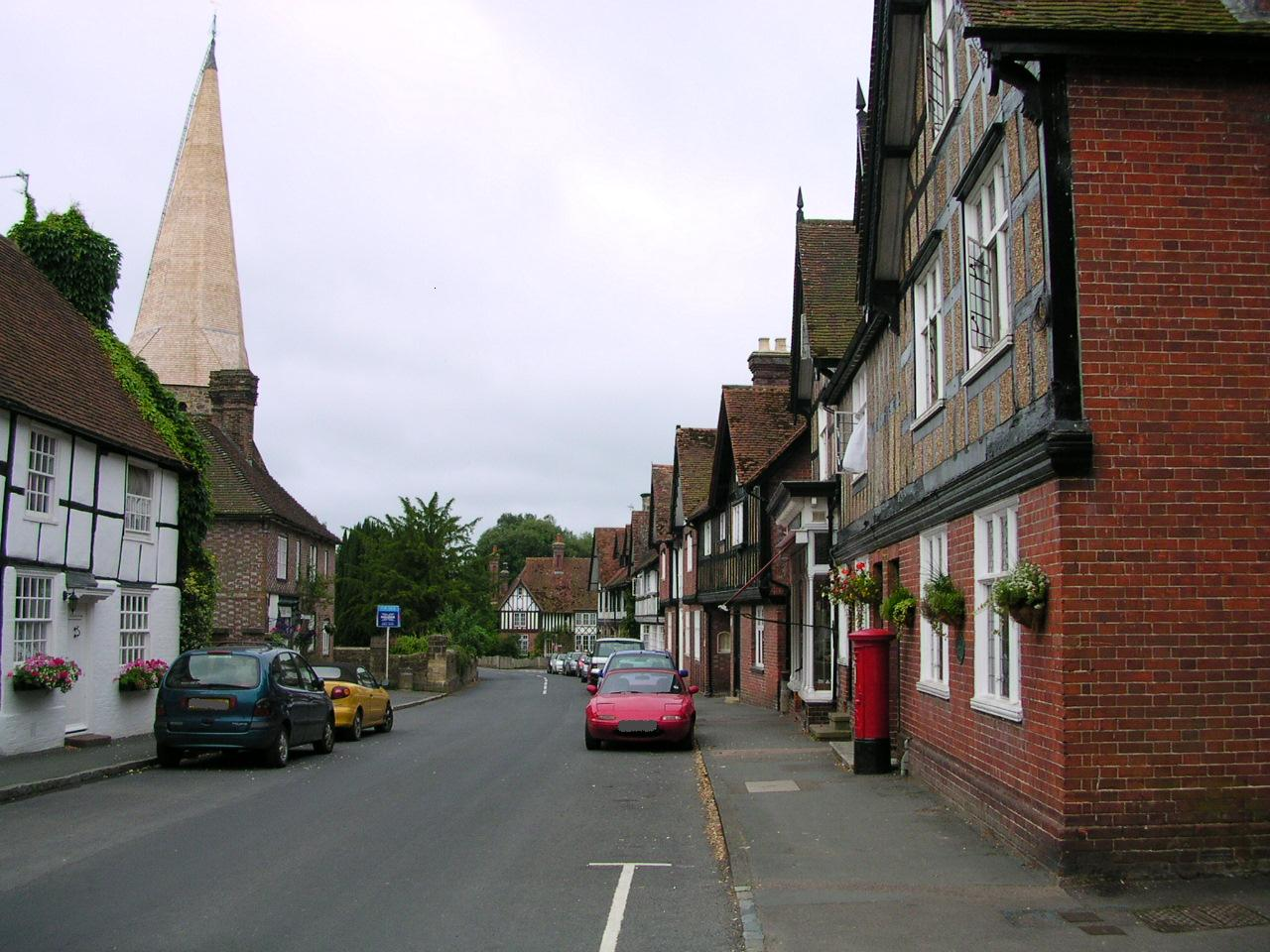
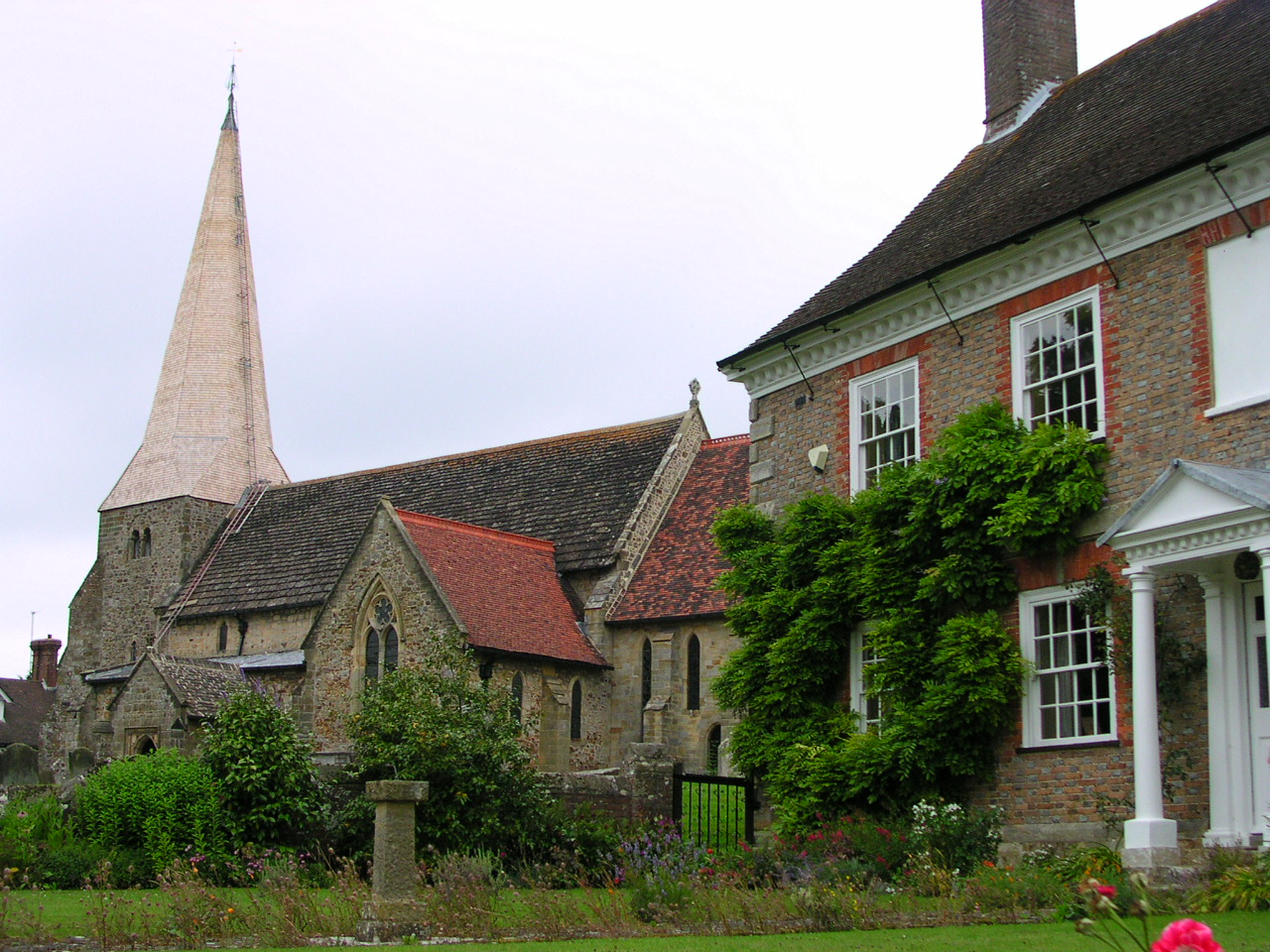